# Leo XI.

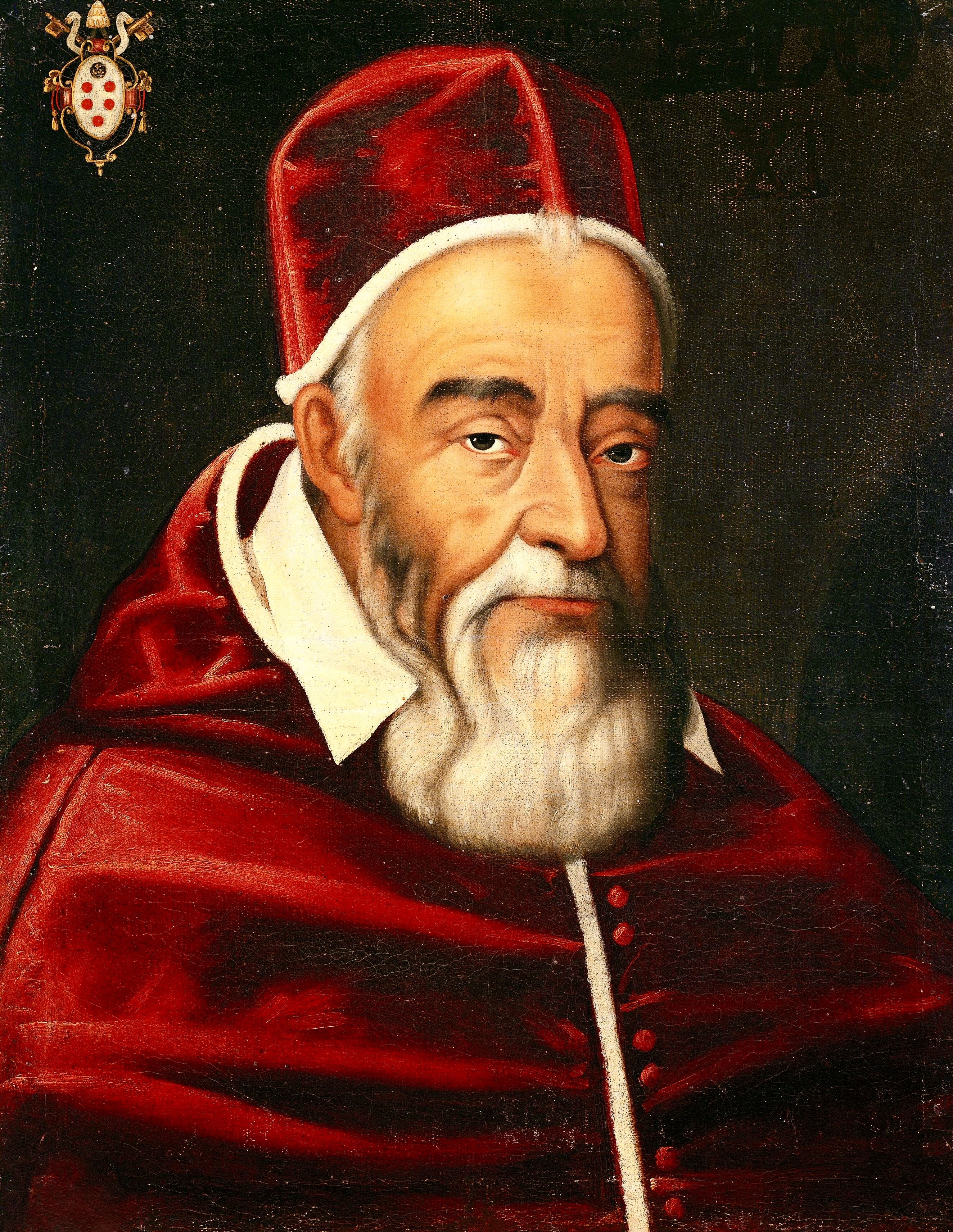
Leo XI.

Leo XI. (* 2. Juni 1535 in Florenz; † 27. April 1605 in Rom), geboren als Alessandro Ottaviano de’ Medici, war vom 1. April bis zum 27. April 1605 Papst der katholischen Kirche.

## Biografie

### Frühes Leben
Alessandro Ottaviano de’ Medici entstammte einer Seitenlinie der bekannten florentinischen Familie Medici. Er war der Sohn von Ottaviano de’ Medici (* 14. Juli 1484; † 28. Mai 1546) und dessen Ehefrau Francesca Salviati, die eine Tochter der Lucrezia de’ Medici (1470–1553) und ihres Gatten Jacopo Salviati (1461–1533) war. Lucrezia de’ Medici war wiederum die Tochter Lorenzo des Prächtigen (1449–1492) und Schwester des Papstes Leo X. (1475–1521), nach dem sich Alessandro Ottaviano seinen Papstnamen gab. Leo XI. war der Großneffe von Leo X.
Francesca Salviati (* 1501/07), die Mutter des späteren Papstes Leo XI., war bereits in erster Ehe mit Piero Gualterotti verheiratet gewesen, ehe sie als Witwe im Jahr 1533 ihre zweite Ehe mit Ottaviano de’ Medici schloss. Obwohl sie die Schwester der beiden Kardinäle Giovanni (1490–1553) und Bernardo Salviati (1508–1568) war, versuchte sie ihren Sohn zeitlebens vom Priesterberuf abzuhalten. Francescas ältere Schwester war Maria Salviati (1499–1543), die mit dem Condottiere Giovanni dalle Bande Nere (1498–1526) verheiratet war. Beide waren die Eltern von Cosimo I. (1519–1574), dem ersten Großherzog der Toskana.
Im Auftrag seines Cousins, des Großherzogs der Toskana, Cosimo I. de’ Medici, wurde Alessandro Ottaviano Botschafter am Hof des Papstes Pius V. (1504–1572), wo er unter anderem Schüler des heiligen Philipp Neri (1515–1595) war. Papst Gregor XIII. (1502–1585) ernannte ihn im Jahr 1573 zum Bischof von Pistoia und ein Jahr später zum Erzbischof von Florenz. Am 12. Dezember 1583 nahm ihn der Papst als Kardinalpriester in das Kardinalskollegium auf und verlieh ihm die Titelkirche San Ciriaco alle Terme Diocleziane, wo er am 9. Januar 1584 installiert wurde. In den Folgejahren wechselte Kardinal de’ Medici noch des Öfteren seine Titelkirche, bis er im August 1600 vom Papste zum Kardinalbischof von Albano erhoben wurde.
De’ Medici, ein sehr religiöser Mensch, der zu den Dominikanern von San Marco gute Beziehungen hatte, war in seinen Diözesen für die Umsetzung jener Reformen verantwortlich, die 1563 im Konzil von Trient beschlossen worden waren. Auch ließ er viel Geld in die Restaurierung römischer Kirchen fließen.
Im April 1596 ernannte ihn Papst Clemens VIII. (1536–1605) zum päpstlichen Legaten in Frankreich, eine Funktion, die er zwei Jahre ausübte. Als Legat zeichnete De’ Medici für die Wiederherstellung der durch die Religionskriege zusammengebrochenen Kirchendisziplin verantwortlich, allerdings gelang es ihm nicht, Heinrich IV. (1553–1610) zur Umsetzung der Tridentinischen Beschlüsse in Frankreich zu überreden. Eine weitere Aufgabe, mit der er als Legat betraut wurde, waren die diplomatischen Gespräche zwischen Frankreich und Spanien, die am 2. Mai 1598 zum Friedensvertrag von Vervins führten. Im Juni 1602 erfolgte De’ Medicis letzte Beförderung vom Kardinalbischof des Bistums Albano auf den Sitz von Palestrina.

### Pontifikat
Am 1. April 1605 wählte ihn das Konklave als Nachfolger von Clemens VIII. zum neuen Papst. Er nahm den Papstnamen seines Großonkels, Leo X., an. Unterstützung kam von den französischen, nicht aber von den spanischen Kardinälen. Kurz nach seiner Wahl, als er den Lateran gerade feierlich beziehen wollte, erkrankte der bereits 69-jährige Leo, vermutlich an einer Lungenentzündung. Er starb nach einer Amtszeit von nur 27 Tagen. Sein Grabmal trägt die Inschrift „Magis ostensus quam datus“ (mehr gezeigt als gegeben), die später oft auf Johannes Paul I. (1978) angewandt wurde und auf die Kürze des Pontifikats Bezug nimmt.
Obwohl Leo keine eigene Politik begründen konnte, sind einige Anweisungen bekannt, die er von seinem Krankenbett aus erteilte. So sagte er Kaiser Rudolf II. Unterstützung im Krieg gegen das Osmanische Reich zu. Außerdem befreite er das römische Volk von einer Reihe von Steuern.
Auf theologischem Gebiet veranlasste er die Gründung einer Kommission, um die Konklaveregelung zu überarbeiten.

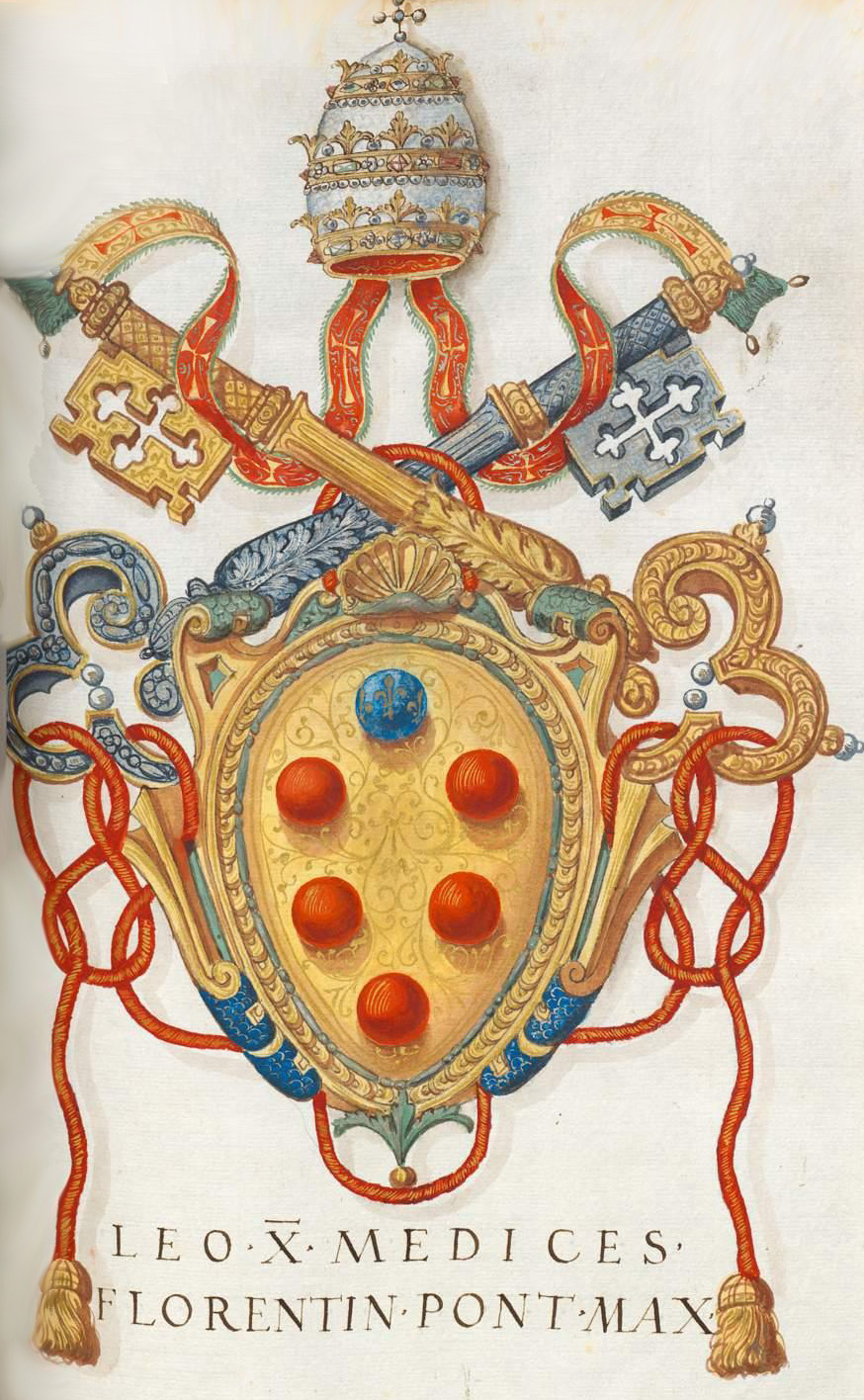
Wappen der Medici-Päpste

### Wappen
Als Papstwappen übernahm Leo XI. das der drei vorangegangenen Medici-Päpste, die wiederum auf das Familienwappen der Medici zurückgreifen. Es zeigt in ungeteiltem Schild auf goldenem Grund fünf rote „Pillen“, darüber eine größere blaue Pille, diese belegt mit drei goldenen Lilien.